# Trypostega venusta
Trypostega venusta är en mossdjursart som först beskrevs av Norman 1864.  Trypostega venusta ingår i släktet Trypostega och familjen Trypostegidae. Inga underarter finns listade i Catalogue of Life.